# Скаржисько-Косьцельне
Скаржисько-Косьцельне (пол. Skarżysko Kościelne) — село в Польщі, у гміні Скаржисько-Косьцельне Скаржиського повіту Свентокшиського воєводства.
Населення — 2292 особи (2011).
У 1975-1998 роках село належало до Келецького воєводства.

## Демографія
Демографічна структура на день 31 березня 2011 року:
|          | Загалом | Допрацездатний вік | Працездатний вік | Постпрацездатний вік |
| -------- | ------- | ------------------ | ---------------- | -------------------- |
| Чоловіки | 1090    | 193                | 771              | 126                  |
| Жінки    | 1202    | 206                | 707              | 289                  |
| Разом    | 2292    | 399                | 1478             | 415                  |